# 54-es busz (Tatabánya)
A tatabányai 54-es jelzésű autóbusz a Kertváros, végállomás és a Bridgestone között közlekedik. A vonalat a T-Busz Tatabányai Közlekedési Kft. üzemelteti.

## Története
A buszvonalat 2018. január 1-jén indította el Tatabánya új közlekedési társasága, a T-Busz Kft.

## Útvonala
| Bridgestone felé | Kertváros, végállomás felé |
| --- | --- |
| Kertváros, végállomás – Építők útja – Hadsereg utca – Szent György utca – Szőlődomb utca – Búzavirág utca – Orgonás út – Üveggyár utca – Kőhíd utca – Bridgestone | Bridgestone – Kőhíd utca – Üveggyár utca – Orgonás út – Búzavirág utca – Szőlődomb utca – Szent György utca – Hadsereg utca – Építők útja – Kertváros, végállomás |

## Megállóhelyei
| 0  | Kertváros, végállomás végállomás | 21 | 3, 3A, 3G, 3L, 4, 4E, 8, 8L, 8S, 9, 9D, 10, 18, 38, 38G, 52, 53, 53B |
| 1  | Kölcsey Ferenc utca              | 20 | 3, 3A, 3G, 3L, 4, 4E, 8, 8L, 8S, 9, 9D, 10, 18, 38, 38G, 52, 53, 53B |
| 3  | Bányász Művelődési Ház           | 18 | 3, 3A, 3G, 3L, 4, 4E, 8, 8L, 8S, 9, 9D, 10, 18, 38, 38G, 52, 53, 53B |
| 4  | Gerecse utca                     | 17 | 3, 3A, 3G, 3L, 4, 4E, 8, 8L, 8S, 9, 9D, 10, 18, 38, 38G, 52, 53, 53B |
| 7  | Kertvárosi lakótelep             | 14 | 3G, 3L, 4, 4E, 8L, 9, 9D, 10, 18, 38, 38G, 52I, 53, 53B, 53I, 59B    |
| 8  | Szőlődomb utca                   | 13 | 4, 4E, 9, 9D, 52I, 53, 53B, 53I, 59B                                 |
| 10 | Szőlődomb utca, alsó             | 11 | 4, 4E, 9, 9D, 52I, 53, 53B, 53I, 59B                                 |
| 13 | Otto Fuchs                       | 8  | 50, 51, 51B, 52I, 53, 53B, 53I, 55, 57, 59, 59B, 59I 8402, 8403      |
| 14 | Coloplast                        | 7  | 50, 51, 51B, 52I, 53, 53B, 53I, 55, 57, 59, 59B, 59I 8402, 8403      |
| 16 | Lotte - Samsung                  | 5  | 50, 51, 51B, 52I, 53, 53B, 53I, 55, 57, 59, 59B, 59I 8402, 8403      |
| 17 | AGC Üveggyár                     | 4  | 50, 51, 51B, 52I, 53, 53B, 53I, 55, 57, 59, 59B, 59I 8402, 8403}     |
| 18 | BD Hungary                       | 3  | 50, 51, 51B, 52I, 53, 53B, 53I, 55, 57, 59, 59B, 59I 8402, 8403      |
| 19 | Henkel Kft.                      | 2  | 50, 51, 51B, 52I, 53, 53B, 53I, 55, 57, 59, 59B, 59I 8402, 8403      |
| 21 | Bridgestone végállomás           | 0  | 50, 51, 51B, 52I, 53B, 53I, 55, 57, 59B, 59I                         |